# Ellensburg
Ellensburg az Amerikai Egyesült Államok északnyugati részén, Washington állam Kittitas megyéjében fekvő város, a megye székhelye. A 2010. évi népszámlálási adatok alapján 18 174 lakosa van.
A város öt közintézménye mellett itt van a Közép-washingtoni Egyetem székhelye is. A Carnegie könyvtár 1910. január 20-án nyílt meg.

## Történet
Az 1871-ben a Kittitas-völgybe érkező John Alden Shoudy megvásárolta Andrew Jackson „A. J.” Splawn Robber’s Roost kereskedőhelyét, amely az indiánok árucserélő helyeit nem számítva a térség első kereskedőpontja. A helység névadója Shoudy felesége, Mary Ellen Shoudy. Ellensburg 1886. november 26-án kapott városi rangot.
A város korábban az Ellensburgh nevet viselte, amelyet az 1894-es szabványosításkor változtattak meg.

## Éghajlat
A város éghajlata mediterrán (a Köppen-skála szerint Csb).
| Hónap                                            | Jan.  | Feb.  | Már.  | Ápr.  | Máj. | Jún. | Júl. | Aug. | Szep. | Okt.  | Nov.  | Dec.  | Év    |
| ------------------------------------------------ | ----- | ----- | ----- | ----- | ---- | ---- | ---- | ---- | ----- | ----- | ----- | ----- | ----- |
| Rekord max. hőmérséklet (°C)                     | 18,0  | 19,0  | 27,0  | 34,0  | 37,0 | 42,0 | 43,0 | 43,0 | 37,0  | 31,0  | 26,0  | 15,0  | 43,0  |
| Átlagos max. hőmérséklet (°C)                    | 0,9   | 5,2   | 11,3  | 15,8  | 20,2 | 23,9 | 28,2 | 28,3 | 23,6  | 16,4  | 6,7   | 0,9   | 15,2  |
| Átlaghőmérséklet (°C)                            | −3,2  | 0,2   | 4,7   | 8,6   | 12,8 | 16,4 | 19,9 | 19,8 | 14,9  | 8,6   | 2,0   | −2,9  | 8,5   |
| Átlagos min. hőmérséklet (°C)                    | −7,4  | −4,9  | −1,8  | 1,3   | 5,5  | 9,0  | 11,6 | 11,2 | 6,3   | 0,7   | −2,8  | −6,8  | 1,9   |
| Rekord min. hőmérséklet (°C)                     | −34,0 | −31,0 | −22,0 | −10,0 | −8,0 | −1,0 | −1,0 | −2,0 | −9,0  | −13,0 | −34,0 | −35,0 | −35,0 |
| Átl. csapadékmennyiség (mm)                      | 31    | 23    | 20    | 14    | 14   | 16   | 9    | 9    | 12    | 14    | 30    | 37    | 229   |
| Forrás: Nemzeti Óceán- és Légkörkutatási Hivatal |       |       |       |       |      |      |      |      |       |       |       |       |       |

## Népesség
A 2010-es népszámláláskor a városnak 18 174 lakója, 7301 háztartása és 2889 családja volt. A népsűrűség 924 fő/km2. A lakóegységek száma 7867, sűrűségük 400 db/km2. A lakosok 85,7%-a fehér, 1,5%-a afroamerikai, 1%-a indián, 3,2%-a ázsiai, 0,2%-a a Csendes-óceáni szigetekről származik, 4,6%-a egyéb, 3,7%-a pedig kettő vagy több etnikumú. A spanyol vagy latino származásúak aránya 9,7% (   )
A háztartások 19,3%-ában élt 18 évnél fiatalabb. 28,2% házas, 8,2% egyedülálló nő, 3,1% egyedülálló férfi, 60,4% pedig nem család. 35,1% egyedül élt; 9,6%-uk 65 éves vagy idősebb. Egy háztartásban átlagosan 2,16 személy élt; a családok átlagmérete 2,86 fő.
A medián életkor 23,5 év volt. A város lakóinak 14,2%-a 18 évesnél fiatalabb, 41,2% 18 és 24 év közötti, 21,8%-uk 25 és 44 év közötti, 13,9%-uk 45 és 64 év közötti, 8,9%-uk pedig 65 éves vagy idősebb. A lakosok 50,1%-a férfi, 49,9%-a pedig nő.

## Közigazgatás
Ellensburg az adminisztratív feladatok ellátására egy városmenedzsert alkalmaz. A képviselőtestület hét tagját négy évre választják; a polgármester és alpolgármester közülük kerül ki.
Állami szinten a város a 13. körzetben van; a képviselőházban a republikánus Tom Dent és Matt Manwaller, a szenátusban pedig a szintén republikánus Judy Warnick képviselik. Szövetségi szinten a képviselőházi megbízottak a republikánus Alex Ybarra és Tom Dent, a szenátusi képviselők pedig a demokrata Maria Cantwell és Patty Murray.

## Kultúra
A városban számos múzeum (például Kittitas County Historical Museum és Goodey Gallery) található, emellett minden hónap első péntekén a belvárosban művészeti sétát tartanak.
A termelői piac májustól októberig szombatonként látogatható. A januári Winterhop Brewfesten a térség kézműves sörfőzdéi mutatják be termékeiket.

## Nevezetes személyek
- Blippi, videós[23]
- Brenden Adams, egykor a világ legmagasabb tinédzsere[24]
- Brian Habib, NFL-játékos[25]
- Brian Haley, színész[26]
- Brian Thompson, színész[27]
- Byron Beck, kosárlabdázó[28]
- Daryl Chapin, a modern napelemek kifejlesztésén dolgozó tudósok egyike[29]
- Dave Heaverlo, MLB-játékos[30]
- Drew Bledsoe, NFL-játékos[31]
- John Clymer, művész[32]
- Jon Kitna, NFL-játékos[33]
- Mark Lanegan, énekes-dalszerző[34]
- Mark Pickerel, zenész[35]
- Ron Magers, televíziós hírolvasó[36]

## Fordítás
Ez a szócikk részben vagy egészben  az   Ellensburg, Washington című angol Wikipédia-szócikk ezen változatának fordításán alapul.  Az eredeti cikk szerkesztőit annak laptörténete sorolja fel. Ez a jelzés csupán a megfogalmazás eredetét és a szerzői jogokat jelzi, nem szolgál a cikkben szereplő információk forrásmegjelöléseként.